# Pスーパー海物語 IN 沖縄5
『CRスーパー海物語 IN 沖縄5』（ピースーパーうみものがたり・イン・おきなわ・ファイブ、英: Super Sea Story In Okinawa 5）は、2021年7月5日に三洋物産から発売されたデジパチタイプのパチンコ。

## 機種一覧
| 名称                                        | 発売           |
| ------------------------------------------- | -------------- |
| Pスーパー海物語 IN 沖縄5                    | 2021年7月5日   |
| PAスーパー海物語 IN 沖縄5 with アイマリン   | 2021年9月6日   |
| Pスーパー海物語 IN 沖縄5 桜ver 満開319      | 2021年10月18日 |
| Pスーパー海物語 IN 沖縄5 桜ver 早咲き199    | 2021年11月8日  |
| Pスーパー海物語 IN 沖縄5 夜桜超旋風         | 2022年7月19日  |
| PAスーパー海物語 IN 沖縄5 夜桜超旋風 99ver. | 2023年1月10日  |

## 概要
『CRスーパー海物語 IN 沖縄4』の後継機。 2021年7月5日にミドルタイプが発売された。新枠のクリスタルシェル枠が搭載された。時短回転数が100回と120回の2種類となった。『CR大海物語4』で初めて搭載されたビッグバイブ演出が取り入れられた。2ラウンド確変大当たり後の確変がリニューアルされ、専用モードとなるエイサー祭が新登場した。イメージソングとして、イクマあきらの「ダイナミック琉球」が搭載された。
同年9月6日には遊パチタイプの『PAスーパー海物語 IN 沖縄5 with アイマリン』が発売された。『CRAスーパー海物語 IN 沖縄4 with アイマリン』の後継機種で、前作と同じくアイマリンの演出がメインとなっている。10ラウンド突入確率が沖縄シリーズ最高の10%となっている。ST中に選択できる専用モードとしてアイマリンモードが搭載された。ST中専用モードは『CRAスーパー海物語 IN 沖縄3 遊パチ』以来の復活となる。
同年10月18日にはロングSTタイプの『Pスーパー海物語 IN 沖縄5 桜ver 満開319』が先行して発売され、11月8日には『Pスーパー海物語 IN 沖縄5 桜ver 早咲き199』が発売された。『CRスーパー海物語 IN 沖縄4 桜バージョン』の後継機種であり、前作に搭載された「千本桜」に関する演出が引き継がれている。また「千本桜」は前作の沖縄4桜Verに加え、沖縄5桜Verと夜桜の舞Verの3バージョンが搭載された。スペックは『CRスーパー海物語 IN 沖縄3 桜バージョン』と同じフルST仕様に戻った。ただし、STの回数はミドルタイプが70回、ライトタイプが50回となっている。 STの前半は3種類の特殊ゾーンから選択できるようになり、前作から存在する千本桜ゾーンに加え、桜盃ゾーンと海桜ゾーンが搭載された。カウントダウンモードや泣きの1回は搭載されていない。
2022年7月19日にはラッシュタイプの『Pスーパー海物語 IN 沖縄5 夜桜超旋風』が発売された。海物語シリーズ初の1種2種混合機であり、新ジャンルの海物語として宣伝された。イメージソングは当時最多となる42曲が搭載された。2023年1月10日には遊パチタイプの『PAスーパー海物語 IN 沖縄5 夜桜超旋風 99ver.』が発売された。

## 図柄
奇数図柄がSUPER LUCKY、偶数図柄がLUCKYと表示される。『Pスーパー海物語 IN 沖縄5』タイプでは、奇数図柄が確変大当たり、偶数図柄が通常大当たり（確変昇格の場合あり）となっている。『PAスーパー海物語 IN 沖縄5 with アイマリン』では奇数図柄の方が時短回数が多い。『Pスーパー海物語 IN 沖縄5 桜ver』では奇数図柄の方がラウンド数が多い。『Pスーパー海物語 IN 沖縄5 夜桜超旋風』と『PAスーパー海物語 IN 沖縄5 夜桜超旋風 99ver.』ではヘソ消化時と電チュー消化時で異なる。その他図柄に関しては各項目を参照。
- 1. タコ
- 2. ハリセンボン
- 3. カメ
- 4. サメ
- 5. エビ
- 6. アンコウ
- 7. シュゴン
- 8. エンゼルフィッシュ
- 9. カニ
- 裏4. サメ
- アイマリン

『PAスーパー海物語 IN 沖縄5 with アイマリン』に搭載。10ラウンド大当たりとなり、大当たりラウンド終了後は100回の電チューサポートに突入する。
- クジラブリー

『Pスーパー海物語 IN 沖縄5 桜ver』、『Pスーパー海物語 IN 沖縄5 夜桜超旋風』、『PAスーパー海物語 IN 沖縄5 夜桜超旋風 99ver.』に搭載。10ラウンド大当たりとなる。

### 大当たり表示とラウンド数
| 型式 | 型式     | GREAT LUCKY | SUPER LUCKY              | LUCKY                |
| ---- | -------- | ----------- | ------------------------ | -------------------- |
| LTV  | LTV      | -           | 10R確変                  | 10R通常              |
| SBA  | SBA      | -           | 10R 5R（ST5回+時短45回） | 5R（ST5回+時短20回） |
| STA  | STA      | 10R         | 6R                       | 3R                   |
| SCF  | SCF      | 10R         | 5R                       | 3R                   |
| YTC  | 上始動口 | -           | 7R                       | 3R                   |
| YTC  | 下始動口 | -           | 10R                      | 3R                   |
| YBA  | 上始動口 | -           | 5R（RUSH6回+残保留2個）  | 5R（RUSHなし）       |
| YBA  | 下始動口 | -           | 10R                      | 3R                   |

## モード解説
海モード
シンプルなモード。
マリンモード
画面上にマリンが常に滞在するモード。マリンの仕草や表情やリーチ成立後のステップアップ予告が楽しめる。本作では2Dのマリンのアクションが追加された。
変動時のBGMについて、『Pスーパー海物語 IN 沖縄5』と『PAスーパー海物語 IN 沖縄5 with アイマリン』では『CRスーパー海物語 IN 沖縄4』と同じバージョンが使用されているが、『Pスーパー海物語 IN 沖縄5 桜ver』、『Pスーパー海物語 IN 沖縄5 夜桜超旋風』、『PAスーパー海物語 IN 沖縄5 夜桜超旋風 99ver.』では新しくアレンジされたバージョンが使用されている。
沖縄モード
ミニキャラのステップアップ予告とボタンを使用する演出がメインのモード。
ハイビスカスモード
『Pスーパー海物語 IN 沖縄5』と『PAスーパー海物語 IN 沖縄5 with アイマリン』に搭載。
ボタン演出と一発告知がメインのモード。ハイビスカス畑が舞台となっている。
桜ビスカスモード
『Pスーパー海物語 IN 沖縄5 桜ver』、『Pスーパー海物語 IN 沖縄5 夜桜超旋風』、『PAスーパー海物語 IN 沖縄5 夜桜超旋風 99ver.』に搭載。
ボタン演出と一発告知がメインのモード。演出はハイビスカスモードと違いはないが、舞台が桜ビスカスという架空の花が咲く花畑に変更されており、BGMの「島唄」もハイビスカスモードのアレンジとは異なる物となっている。
エイサー祭
『Pスーパー海物語 IN 沖縄5』に搭載。2ラウンド確変大当たり後に突入する確変中の特殊モード。
沖縄の祭りが舞台であり、スーパーリーチ発展時の押しボタン演出がメインとなっている。BGMはマリン&ワリン&ウリンが歌う「ダイナミック琉球 〜エイサーver.〜」が使用されている。
アイマリンモード
『PAスーパー海物語 IN 沖縄5 with アイマリン』に搭載されているST中の特殊モード。
アイマリンの映像が流れているモード。アイマリンの演出と一発告知がメインとなっている。
金ハイビゾーン with アイマリン
『PAスーパー海物語 IN 沖縄5 with アイマリン』に搭載されているST中の特殊モード。
リーチ成立直後のボタン演出と一発告知がメインのモード。背景にはアイマリンと金色のハイビスカスがある。
千本桜ゾーン
『Pスーパー海物語 IN 沖縄5 桜ver』に搭載されているST中の特殊モード。
ボタン告知タイプ。リーチ成立直後のボタン演出と一発告知がメインとなっている。桜や月に関する独自の演出が搭載されている。BGMは「千本桜 夜桜の舞Ver」（歌手不明）が使用されている。
桜盃ゾーン
『Pスーパー海物語 IN 沖縄5 桜ver』に搭載されているST中の特殊モード。
テンパイ告知タイプ。リーチが成立すると大当たり濃厚となる。『CR大海物語BLACK』のブラックパールゾーンが基となっている。
海桜ゾーン
『Pスーパー海物語 IN 沖縄5 桜ver』に搭載されているST中の特殊モード。
魚群告知タイプ。スーパーリーチ発展時の押しボタン演出がメインとなっている。ボタンを押して魚群が発生すれば期待度が高くなる。BGMはマリンが歌う「ひらひらり」が使用されている。『CR大海物語』のアトランティスステージが基となっている。
夜桜ゾーン
『Pスーパー海物語 IN 沖縄5 夜桜超旋風』と『PAスーパー海物語 IN 沖縄5 夜桜超旋風 99ver.』に搭載されている時短中の特殊モード。
キャラクターの演出と図柄のリーチがメインとなっている。2回転を見た目上では1変動のように見せて消化する。図柄が揃えば小当たり獲得となる。
桜ビスカスゾーン
『Pスーパー海物語 IN 沖縄5 夜桜超旋風』と『PAスーパー海物語 IN 沖縄5 夜桜超旋風 99ver.』に搭載されている時短中の特殊モード。
桜ビスカスによる告知がメインのモード。桜ビスカスが発光すれば小当たり獲得となる。図柄は画面左下にミニサイズで存在しており、メインの図柄の代わりにカウントダウンの数字が画面中央に登場する。
超満開ゾーン
『Pスーパー海物語 IN 沖縄5 夜桜超旋風』と『PAスーパー海物語 IN 沖縄5 夜桜超旋風 99ver.』に搭載されている時短中の特殊モード。
突入した時点で大当たり濃厚となるモード。
ダイナミックRUSH
『Pスーパー海物語 IN 沖縄5 夜桜超旋風』と『PAスーパー海物語 IN 沖縄5 夜桜超旋風 99ver.』に搭載されている時短中の特殊モード。
ダイナミックボーナス当選時に突入するモード。10ラウンド大当たりの保留連が濃厚となる。背景には「ダイナミック琉球 〜エイサーver.〜」の映像が流れる。
ファイナルチャンス
『Pスーパー海物語 IN 沖縄5 夜桜超旋風』と『PAスーパー海物語 IN 沖縄5 夜桜超旋風 99ver.』に搭載。時短6回転終了後に発展する残保留消化ゾーン。
マリンが登場し、右打ちとボタンプッシュを促される。ボタンを押してマリン、ワリン、ウリンがカットインされると大当たり濃厚となる。ボタンプッシュではなく画面タッチを促された場合も大当たり濃厚となる。右打ちを促された際のエフェクトの色が通常と異なると期待度が高くなる。小当たりを獲得できなかった場合はリザルト画面に移行する。
リザルト画面
『Pスーパー海物語 IN 沖縄5 夜桜超旋風』と『PAスーパー海物語 IN 沖縄5 夜桜超旋風 99ver.』に搭載。
ファイナルチャンス終了後に連荘数と獲得出玉数が表示される画面演出。この時に最後の残保留1個が消化される。エフェクトの色が通常と異なると期待度が高くなる。ボタンプッシュが促されたり、タイマーの末尾が34または77だと大当たり濃厚となる。

## 予告演出
予告なし
リーチ成立直後に演出が起こらないこと。ノーマルリーチ発展濃厚となる。
泡予告
海モード、マリンモード、沖縄モード専用演出。
リーチ成立直後に画面下部から泡が発生する演出。スーパーリーチに発展する可能性がある。
大泡予告
海モード及びマリンモード専用演出。
リーチ成立直後に画面下部から通常よりも大きな泡が発生する演出。ノーマルリーチ発展濃厚となり、大当たりまたは半コマズレのハズレとなる（半コマズレ停止でも再始動する場合がある）。スーパーリーチに発展した場合は、法則崩れにより大当たり濃厚となる。
魚群予告
海モード、マリンモード、沖縄モード専用演出。
リーチ成立直後に画面右側から魚群が通過する演出。期待度が高い演出であり、スーパーリーチ発展濃厚となる。ノーマルリーチに発展した場合は、法則崩れにより大当たり濃厚となる。ミドルタイプの確変中に発生して大当たりした場合は確変大当たり濃厚となる。
滑り予告
下段図柄が効果音とともに半コマ進みあるいは半コマ戻ってリーチがかかる演出。
連続滑り予告
保留内で2回転続いて滑り予告が発生する演出。2回目の滑り予告が発生した時点でその変動での大当たりが濃厚となる。
遅れ予告
BGMやボイスが通常より始まりが遅れる違和感演出。変動開始時にBGMの始まりが遅れる、リーチ成立の際にマリンのボイスが通常より遅れるなどがある。
じんべえチェンジ
本作より搭載された新規演出。『CR大海物語4』のぶるぶるチェンジが基になっている。
ビッグバイブとともにジンベエザメが出現し様々な変化が発生する演出。3つのパターンが存在する。じんべえの背中にクジラッキーとクジラブリーがいると大当たり濃厚となる。
魚群に変化
泡予告が発生した際に、ビッグバイブが発生し魚群予告に変化する演出。マリンモードでは、ステップアップ予告のステップ3でクラゲが出現するした際に、ビッグバイブが発生し魚群に変化する場合がある。
非テンパイからテンパイに変化
非テンパイ時（下段が半コマズレ）にビッグバイブが発生し、リーチが成立する演出。
偶数図柄リーチから奇数図柄リーチに変化
偶数図柄でのリーチが発生した際、スーパーリーチに発展した直後にビッグバイブが発生し奇数図柄に変化する演出。
エイサー祭あおり予告
本作より搭載された新規演出。
図柄停止時またはスーパーリーチ中にマリンのシルエットが発生し、ボタンプッシュが促される演出。ボタンを押してマリンの絵が完成すると2ラウンド確変大当たりとなり、エイサー祭に突入する。
ステップアップ予告
マリンモード専用演出。
リーチ成立時に3段階のステップが発生する演出。
ステップ1はリーチ成立直後に泡または大泡が発生する。ステップ1が発生しなかった場合または大泡の場合はノーマルリーチ濃厚となる。
ステップ2はステップ1の泡演出の直後にクラゲが発生する。ステップ2が発生した時点でスーパーリーチ発生濃厚となる。赤クラゲが発生した場合や、クラゲが通常と異なる動きをした場合は大当たり濃厚となる。
ステップ3はスーパーリーチ発展時に画面タッチを促される。画面をタッチするとクラゲまたは魚群が出現する。魚群が出現すれば期待度が高くなる。赤いクラゲやクリスタルパールボタンアイコンが出現すれば大当たり濃厚となる。
ウリン合流予告
マリンモード専用演出。
リーチ成立直前や成立時などにウリンがマリンに合流する演出。スーパーリーチ発展後もウリンが画面内に滞在する。
アングルチェンジ
マリンモード専用演出。本作より搭載された新規演出。
リーチ成立後にアングルが上に移動し、2Dのマリン、ワリン、ウリンがカットインされる演出。2回発生すると期待度が高くなる。
ミニキャラステップアップ予告
沖縄モード専用演出。
ミニキャラが出現するステップアップ演出。
ステップ1ではミニキャラが1人出現する。
ステップ2ではミニキャラが3人出現して4人になる。
ステップ3はリーチ成立時に発生する場合があり、センターに出現して5人になる。センターにエイサー娘が登場するとスーパーリーチ発展濃厚となる。シーサー人形を持った花笠娘が登場するとシーサーリーチに発展する。めくれそうな着物を押さえた花笠娘が登場すると三線リーチに発展する。マリンが登場するとマリンちゃんリーチに発展する。ワリンだとワリンリーチに発展する。サムだとサム系プレミアムに発展する。
ステップ4は、スーパーリーチ発展直前にミニキャラたちが手前にジャンプする。ステップ4まで発展した時点で期待度が高くなる。
乙姫ステップアップ予告
沖縄モード専用演出。
乙姫が出現するステップアップ演出。
ステップ1では乙姫が1人出現する。
ステップ2では乙姫が2人出現して3人になる。
ステップ3はリーチ成立時に乙姫がマンボウ型の玉手箱を持ってズームアップしボタンプッシュを促される。ボタンを押すとマンボウが出てくる。出現したマンボウの種類によって期待度が変化する。
マンボウ予告
沖縄モード専用演出。
リーチ成立直後に画面にマンボウが出現する演出。マンボウのアクションや種類によって期待度や発展先が変化する。ピンク色のマンボウが出現するとレッツマンボウ!に発展する。
マンボウアゲイン予告
沖縄モード専用演出。
マンボウ予告が発生した際に、マンボウが画面左側に姿を消した後にウリンがマンボウを画面内に押し戻す演出。マンボウが画面内に戻って来た際にボタンプッシュを促され、ボタンを押すとキャラクターが出現するかマンボウが変化する。演出によって期待度が変化する。
シャボン玉予告
ハイビスカスモード（桜ビスカスモード）専用演出。
リーチ成立直後にハイビスカス（桜ビスカス）の形をしたシャボン玉が出現する演出。シャボン玉が湧き出す時間が通常より長い場合や、大きなシャボン玉が出現した場合は期待度が高くなる。両方が同時に発生した場合は大当たり濃厚となる。
リーチ後カットイン予告
『PAスーパー海物語 IN 沖縄5 with アイマリン』に搭載。アイマリンモード専用演出。
リーチ成立直後にアイマリンと「Let's Go!!」の文字がカットインされる演出。文字の色によって期待度が変化する。
アイマリンフラッシュあおり予告
『PAスーパー海物語 IN 沖縄5 with アイマリン』に搭載。アイマリンモード専用演出。
アイマリンフラッシュ発生時にカットインされるアイマリンのイラストが画面左右から発生し、画面中央が重なるのを煽る演出。イラストが重なってアイマリンフラッシュが発生すれば大当たり濃厚となる。通常は黄色いイラストだが、赤いイラストだと期待度が高くなる。

## 保留先読み予告
チャンス目前兆予告
チャンス目（同一図柄が非テンパイ形で液晶画面内に3つ停止）が停止する演出。連続するほど期待度が高くなる。3回連続で発生するとリーチ成立濃厚となる。海モードとハイビスカスモード（桜ビスカスモード）では発生した時点でリーチ成立濃厚となる。
中央ラインチャンス目予告
ハイビスカスモード（桜ビスカスモード）専用演出。
中央ラインに語呂に合わせた組み合わせで図柄が停止する演出。413（シーサー）、784（那覇市）などがある。
背景変化予告
変動中に背景に何かしらの変化が起こる予告。
海モードでは、海流が発生する、泡が湧き出る、陽の光が射すなどの演出が発生する。
マリンモードでは、潮の流れが速くなる、マリンスノーが発生する、画面が揺れるなどの演出が発生する。
ハイビスカスモード（桜ビスカスモード）では、背景の海にヤシの実が浮かぶ、イルカが出現するなどの演出がある。
背景キャラ通過予告
海モード、マリンモード、海桜ゾーン（ 『Pスーパー海物語 IN 沖縄5 桜ver』）、夜桜ゾーン（『Pスーパー海物語 IN 沖縄5 夜桜超旋風』と『PAスーパー海物語 IN 沖縄5 夜桜超旋風 99ver.』）専用演出。
変動中にキャラクターが通過する演出。
海モードでは、タツノオトシゴ（1匹または3匹）、ハリセンボン（1匹または3匹）、サム、クジラ、スイミー、クジラッキー、クジラッキー&クジラブリー、潜水艦が出現する。タツノオトシゴ1匹とハリセンボン1匹は期待度が低く、3匹だと期待度が高い。サムはサム系プレミアムに発展する。クジラ、スイミー、クジラッキー、クジラッキー&クジラブリー、潜水艦は奇数図柄での大当たりが濃厚となる。
マリンモードでは、エフェクトのキャラクター（ウニ、エビ、タツノオトシゴ、アザラシ、リュウグウノツガイ）が通過する。リュウグウノツガイや金色のエフェクトが通過した場合は期待度が高くなる。『Pスーパー海物語 IN 沖縄5 桜ver』ではウグイスのエフェクトの通過する場合がある。
『Pスーパー海物語 IN 沖縄5 桜ver』の海桜ゾーンでは、小魚、イカ、イルカ、ウグイス、シャチ、クジラのいずれかが出現する。シャチは期待度が高い。クジラは大当たり濃厚となる。
『Pスーパー海物語 IN 沖縄5 夜桜超旋風』と『PAスーパー海物語 IN 沖縄5 夜桜超旋風 99ver.』の夜桜ゾーンでは、うぐいす、シャチ、クジラのいずれかが出現する。うぐいすとシャチは期待度が高い。クジラは10ラウンド大当たり濃厚となる。
天候変化予告
沖縄モード専用演出。
変動中に天候が変化する演出。雨が降った場合または雷雲が発生した場合は、リーチ成立でスーパーリーチ発展濃厚となる。落雷が発生すると、リーチ成立でスーパーリーチ発展濃厚となる。
ステージチェンジ
沖縄モード専用演出。
一定回転数でステージが切り替わる演出。10回転以内に切り替わると期待度高くなる。浜辺、水牛車、民家の順番でステージが切り替わる。2回連続でステージが切り替わったり、ハイビスカスに移行すると大当たり濃厚となる。
サイレント疑似連
変動停止の際に、図柄の動きが止まらないまま次の変動に移行する演出。この演出が発生した際は保留が消化されない。
図柄停止予告
図柄が停止する際、不自然に滑って進んだり戻ったりして停止する演出。下段図柄の滑りまたは戻り、中段図柄滑りまたは戻り、上下段同時停止の3種類がある。図柄が滑って停止してチャンス目前兆予告が発生する場合もある。
停止順変化予告
通常は上段、下段、中段の順番で図柄が停止するが、それ以外の順番で停止する演出。
変動順変化予告
変動開始時の図柄の変動方向と変動順が通常とは異なる演出。
リーチ連続予告
リーチ成立後すぐに中段図柄が停止してすぐに次の変動が開始する演出。連続するほど期待度が高くなる。
真珠貝演出
変動中に画面下の真珠貝が開き、中からアイコンが出現する演出。アイコンによって期待度が変化する。
ウリンチャージ
『Pスーパー海物語 IN 沖縄5』、『PAスーパー海物語 IN 沖縄5 with アイマリン』、『Pスーパー海物語 IN 沖縄5 桜ver』に搭載。
変動中に画面下の真珠貝が開き、ウリンと電チューアイコンが出現し、電チュー入賞を促される演出。電チューに入賞させると次変動から電チュー消化が始まる。電チュー消化中はウリンが真珠貝を開こうとする演出が始まる。リーチが成立すると期待度が高くなる。リーチ成立直後にボタンプッシュが促され、ボタンを押してハイビスカスフラッシュ（桜フラッシュ）が発生すると大当たりとなる。
アングル予告
マリンモード専用演出。
変動中に画面のアングルが上下左右のいずれかに移動する演出。移動先にいるキャラクターがリーチ成立後に発生する演出を示している。
真珠貝予告
アングルが右方向に移動すると発生する。
マリンの目の前に真珠貝が出現し、中からキャラクターやアイテムが出現する演出。キャラクターやアイテムによって期待度が変化する。貝が赤色だと期待度が高くなる。
宝箱予告
アングルが左方向に移動すると発生する。
マリンの目の前に宝箱と入り口が出現する演出。リーチが成立すると宝箱を開ける。チャンス目前兆予告が発生すると入り口に入り、同じく宝箱と入り口が出現する。宝箱の中身によって期待度が変化する。
洞窟予告
アングルが奥方向に移動すると発生する。
マリンとちゅらちゃんが画面奥の洞窟に向かって泳ぐ演出。発生した時点でスーパーリーチ発展濃厚となる。チャンス目前兆予告が発生すると期待度が高くなる。クジラッキーとクジラブリーが出現した場合は大当たり濃厚となる。
水上ジャンプ予告
2Dのマリン、マリン、ウリンが上方向に向かって泳ぎ出すと発生する。
2Dのマリン、マリン、ウリンが水上へ飛び出し回転ジャンプをする演出。発生した時点で期待度が高い。
アングル連続予告
マリンモード専用演出。
アングル予告発生時にチャンス目前兆予告が発生し、同じアングルが連続する演出。
仕草予告
マリンモード専用演出。
変動中に2Dのマリンが出現し、さまざまな仕草をする演出。仕草によって期待度が変化する。
入賞時フラッシュ予告
マリンモード専用演出。
ヘソ入賞時に画面下部からフラッシュと2Dのマリンが発生する演出。アングル予告に発展する。
2Dキャラ予告
マリンモード専用演出。本作より搭載された新規演出。
変動中に2Dのキャラクターが出現する演出。ワリンが出現するとワリンチャンスに発展する。マリン、ワリン、ウリン、サムの4人が出現すると大当たり濃厚となる。
カットイン予告
マリンモード専用演出。本作より搭載された新規演出。
変動中に2Dのキャラクターがカットインされる演出。マリン、ワリン、ウリンの3人がカットインされると期待度が高くなる。9代目ミスマリンちゃんの場合は大当たり濃厚となる。
2Dカウントダウン予告
マリンモード専用演出。本作より搭載された新規演出。
変動中に2Dのマリンによるカウントダウンが始まる演出。「3」から始まり、「0」になった変動ではリーチ成立濃厚となる。発生した時点で期待度が高い。
レッツマンボウ!
沖縄モード専用演出。
ピンク色のマンボウが登場する保留先読み演出。チャンス目停止が連続するほど期待度が高くなる。演出中に滑り予告が発生した場合は大当たり濃厚となる。
おこさマンボウ予告
沖縄モード専用演出。
乙姫ステップアップ予告から発展する場合がある。ベビーマンボウ（水色）やキッズマンボウ（橙色）が出現する演出。マンボウが鼻提灯を出していたり、マンボウが成長するほど期待度が高くなる。
ミニシーサー通過予告
沖縄モード専用演出。
変動中にミニシーサーが通過する演出。頭にハイビスカスを付けているミニシーサーが4匹登場すればスーパーリーチ発展濃厚となる。
ミニシーサー予告
沖縄モード専用演出。
変動中に2匹のミニシーサーが出現し、そのまま通過せず画面内で立ち止まり吠える演出。吠えた後にはチャンス目前兆予告、ミニキャラステップアップ予告、マンボウ予告のいずれかが発生する。
シーサーチャンス目煽り演出
沖縄モード専用演出。
中央リールに順目停止を煽る演出。図柄が停止する際にシーサーのエフェクトが発生する。順目が停止するとレッツシーサー!に発展する。
ガオガオチャンス
沖縄モード専用演出。
変動中に画面の四つ角にミニシーサーが、下部にピンク色のミニシーサーが出現する演出。吠えるタイミングが遅いほど期待度が高くなる。また、また吠える前に息を吸う際に、口の大きさが大きいほど期待度が高くなる。
エイサー隊通過予告
沖縄モード専用演出。本作から搭載された新規演出。
変動中にエイサー隊が2人通過する演出。リーチ成立後に5人になるとスーパーリーチ発展濃厚となる。
ノリノリマンボウ予告
沖縄モード専用演出。本作から搭載された新規演出。
画面中央に紫色のマンボウが出現しボタン連打を促される演出。ボタンを連打すると、マンボウの上にミニキャラが乗る。マンボウの上に乗ったミニキャラの数によって、大ノリ、激ノリ、超ノリの3段階があり、激ノリの場合は期待度が高くなり、超ノリの場合は奇数図柄での大当たりが濃厚となる。
マンボウルーレット
沖縄モード専用演出。本作から搭載された新規演出。
変動中に4人のエイサー隊と4体のマンボウが出現し、マンボウのルーレットが始まる演出。リーチ成立直前にマンボウが停止する。マンボウはベビーマンボウ（水色）、キッズマンボウ（橙色）、通常のマンボウ（緑色）、文字入りのマンボウ、ピンクマンボウ、キングマンボウのいずれかが出現し、止まったマンボウによって期待度が変化する。
ふりふりマンボウ予告
沖縄モード専用演出。本作から搭載された新規演出。
変動中に画面左側にマンボウの尾ヒレ部分が出現し、ボタン連打を促される演出。ボタン連打をしてマンボウが画面中央に出現すれば、マンボウの種類によって期待度が変化する。
レッツシーサーエフェクト予告
沖縄モード専用演出。本作から搭載された新規演出。
変動開始時に画面にシーサーのエフェクトが出現する演出。連続するほど期待度が高くなる。
ハイビスカスアクション予告
ハイビスカスモード専用演出。
変動中に画面のハイビスカスが揺れる演出。
桜ビスカスアクション予告
『Pスーパー海物語 IN 沖縄5 桜ver』、『Pスーパー海物語 IN 沖縄5 夜桜超旋風』、『PAスーパー海物語 IN 沖縄5 夜桜超旋風 99ver.』に搭載。桜ビスカスモード及び桜ビスカスゾーン専用演出。
変動中に桜ビスカスが揺れる演出。桜ビスカスゾーンでは、発生した時点で大当たり濃厚となる。
蝶々前兆予告
ハイビスカスモード（桜ビスカスモード）専用演出。
変動中に蝶々が出現する演出。蝶々の数や色によって期待度が変化する。
図柄ズームアップ予告
ハイビスカスモード（桜ビスカスモード）専用演出。
図柄がズームアップして変動が始まる演出。
図柄落下予告
ハイビスカスモード（桜ビスカスモード）専用演出。
図柄が左下方向に流れ落ちるような動きで変動が始まる演出。
時間帯変化予告
ハイビスカスモード（桜ビスカスモード）専用演出。
変動中に時間帯が昼から変化する演出。夕方、夜+三日月、夜+満月のいずれかに変化する。夕方はリーチ成立濃厚となる。夜+三日月はスーパーリーチ発展濃厚となる。夜+満月は満月リーチ発展濃厚となる。
プチフリーズ予告
ハイビスカスモード（桜ビスカスモード）専用演出。本作より搭載された新規演出。
変動開始時に図柄がフリーズする演出。フリーズの時間が長いほど期待度が高くなる。画面内に3図柄、4図柄、1図柄が停止している状態で発生すると大当たり濃厚となる。
カメラ移動予告
ハイビスカスモード（桜ビスカスモード）専用演出。本作より搭載された新規演出。
画面のアングルが上下どちらかに移動する演出。上アングルに移動すると夜に変化する。下アングルに移動した場合はハイビスカスの揺れが大きいほど期待度が高くなる。
違和感ゾーン
ハイビスカスモード（桜ビスカスモード）専用演出。本作より搭載された新規演出。
同一ハズレ目が連続で停止する演出。
ハイビスカス開花予告
ハイビスカスモードの確変中専用演出。
チャンス目が停止した際に蕾の状態のハイビスカスが開花する演出。
振り返りステップアップ予告
『PAスーパー海物語 IN 沖縄5 with アイマリン』に搭載。アイマリンモード専用演出。
変動中に振り返るアイマリンが出現する3段階のステップアップ演出。ステップ1はアイマリンが振り返っている。ステップ2はアイマリンが手前側に近づいてさらに振り返る。ステップ3はさらに手前側に来て正面を見る。ステップが進むほど期待度が高くなる。
変動開始時バイブ予告
『PAスーパー海物語 IN 沖縄5 with アイマリン』に搭載。アイマリンモード専用演出。
変動開始時にボタンが振動する演出。
テンパイあおり予告
『PAスーパー海物語 IN 沖縄5 with アイマリン』（アイマリンモード及び金ハイビゾーン with アイマリン専用演出）と『Pスーパー海物語 IN 沖縄5 桜ver』（千本桜ゾーン及び桜盃ゾーン専用演出）に搭載。
上段図柄停止後に下段図柄がすぐに止まらずリーチ成立を煽る演出。ダブルリーチ煽りだと期待度が高くなる。
『Pスーパー海物語 IN 沖縄5 桜ver』の千本桜ゾーンでは、リーチが成立すると夜桜の舞リーチに発展する。桜盃ゾーンでは、リーチが成立した時点で大当たり濃厚となる。
大桜テンパイあおり予告
『Pスーパー海物語 IN 沖縄5 桜ver』に搭載。桜盃ゾーン専用演出。
テンパイあおり予告が発生した際に桜吹雪が出現する演出。発生した時点で期待度が高くなる。
アイマリン仕草予告
『PAスーパー海物語 IN 沖縄5 with アイマリン』に搭載。金ハイビゾーン with アイマリン専用演出。
変動中にアイマリンがさまざまな仕草をする演出。仕草によって期待度が変化する。
千本桜イントロSPリーチあおり予告
『Pスーパー海物語 IN 沖縄5 桜ver』、『Pスーパー海物語 IN 沖縄5 夜桜超旋風』、『PAスーパー海物語 IN 沖縄5 夜桜超旋風 99ver.』に搭載。
画面中央に桜の花びらが吸い込まれるような描写が発生する演出。花びらが吸い込まれた後に放たれると千本桜イントロSPリーチに発展する。
変動開始時アクション前兆予告
『Pスーパー海物語 IN 沖縄5 桜ver』に搭載。千本桜ゾーン専用演出。
図柄が通常と異なる動きで変動が始まる演出。
背景ズーム予告
『Pスーパー海物語 IN 沖縄5 桜ver』に搭載。千本桜ゾーン専用演出。
リーチ成立直前に2段階のステップが発生する演出。
ステップ1は桜の花と蝶がズームアップする。ウグイスが出現する場合もある。蝶がいない場合にリーチが成立すると期待度が高くなる。赤蝶や白蝶の群れが出現するとリーチ成立濃厚となる。月にズームアップするとステップ2に発展する。
ステップ2は月をバックにマリンのシルエットが登場する。月の色が赤いと期待度が高くなる。
花びら予告
『Pスーパー海物語 IN 沖縄5 桜ver』に搭載。桜盃ゾーン専用演出。
画面左下の盃に桜の花びらが落ちる演出。牡丹が落ちてくると期待度が高くなる。
ウグイス予告
『Pスーパー海物語 IN 沖縄5 桜ver』に搭載。桜盃ゾーン専用演出。
画面右下の桜の木の枝にウグイスが止まる演出。発生した時点で期待度が高い。ウグイスが枝に止まった後に鳴くと大当たり濃厚となる。
盃予告
『Pスーパー海物語 IN 沖縄5 桜ver』に搭載。桜盃ゾーン専用演出。
変動中に赤色の盃が出現しボタンプッシュが促される演出。ボタンを押すと中央に花びら、ウグイス、牡丹、マリンのいずれかが映し出される。牡丹とマリンの場合は期待度が高くなる。盃が金色の場合も期待度が高くなる。
桜エフェクト予告
『Pスーパー海物語 IN 沖縄5 桜ver』に搭載。海桜ゾーン専用演出。
画面右上から桜吹雪のエフェクトが発生するステップアップ演出。
ステップ1は、変動中に画面右上から桜吹雪が発生する。
ステップ2は、リーチ成立直後に画面右上から桜吹雪が発生する。桜吹雪が渦巻くように発生すると期待度が高くなる。
マリワリウリ登場予告
『Pスーパー海物語 IN 沖縄5 夜桜超旋風』と『PAスーパー海物語 IN 沖縄5 夜桜超旋風 99ver.』に搭載。夜桜ゾーン専用演出。
変動中に各キャラクターが画面に滞在する演出。連荘するごとにマリン、ワリン、ウリンの順番で切り替わる。変動中に他のキャラクターに変われば大当たり濃厚となる。
キャラアクション予告
『Pスーパー海物語 IN 沖縄5 夜桜超旋風』と『PAスーパー海物語 IN 沖縄5 夜桜超旋風 99ver.』に搭載。夜桜ゾーン専用演出。
変動中にキャラクター（マリン、ワリン、ウリン）が何かしらのアクションをする演出。手でハートマークを作れば大当たり濃厚となる。
カウントダウン予告
『Pスーパー海物語 IN 沖縄5 夜桜超旋風』と『PAスーパー海物語 IN 沖縄5 夜桜超旋風 99ver.』に搭載。桜ビスカスゾーン専用演出。
画面中央に時短の残り回転数がカウントダウン形式で表示される演出。通常は6から始まる。同じ数字が連続した場合、6以外の数字で始まった場合、数字が表示されない場合、数字が消えない場合は大当たり濃厚となる。数字の色がレインボーの場合は10ラウンド大当たり濃厚となる。

## チャンスボタン演出
ブレーキアクション
リーチ後から図柄停止までの間にボタンを押すと変動中の中段図柄が反応しブレーキアクションをする。中段図柄の目が大きくなると期待度がやや高くなる。炎目になると期待度がさらに高くなり、ハート目またはハイビスカス目になると奇数図柄での大当たり濃厚となる。
奇数昇格演出
偶数図柄で大当たりをした瞬間にボタンを押すと、奇数昇格演出が発生する場合のみ、その演出がミスマリンちゃん昇格演出に変化し、大当たりラウンド中のBGMが条件を満たしていなくてもプレミアムソングが全曲開放となる。
図柄アクション予告
リーチが成立した際に画面をタッチ（十字キーの中央ボタンでも可）すると図柄が動き、アイコンを表示させる演出。アイコンは星、エクスクラメーションマーク、音符、魚群、ハートの5種類があり、音符の場合はスーパーリーチ発展濃厚（ノーマルリーチに発展した場合は大当たりまたは半コマズレ）、魚群の場合は魚群出現濃厚、ハートの場合は大当たり濃厚となる。
裏タッチ演出
マリンちゃんリーチ、ワリンチャンス、ワリンリーチが発生した際に画面をタッチ（『Pスーパー海物語 IN 沖縄5』と『PAスーパー海物語 IN 沖縄5 with アイマリン』では十字キーの中央ボタンでも可）すると出現する演出。
マリンちゃんリーチ発生の際にタッチすると、マリンが右手を振る、左手を振る、ピースサインのいずれかが発生する。左手を振った場合は期待度が高くなる。ピースサインの場合は大当たり濃厚となる。
ワリンチャンス発生の際にタッチすると、ワリンが右手を振る、左手を振る、両手を振るのいずれかが発生する。左手を振った場合は期待度が高くなる。両手を振った場合は大当たり濃厚となる。
ワリンリーチ発生の際にタッチすると、ワリンが手を振る、手を速く振る、ピースサインのいずれかが発生する。手を速く振った場合は期待度が高くなる。ピースサインをした場合は大当たり濃厚となる。
ウグイス役物
『Pスーパー海物語 IN 沖縄5 桜ver』、『Pスーパー海物語 IN 沖縄5 夜桜超旋風』、『PAスーパー海物語 IN 沖縄5 夜桜超旋風 99ver.』に搭載。
スーパーリーチ発展時に十字キーの中央ボタンを押すとウグイスの「ホー」という鳴き声が発生する演出。「ホー」の後に「ホケキョ」という鳴き声とともに、画面上のウグイス役物が高速点滅すれば大当たり濃厚となる。画面左右のランプが点滅すれば期待度が高くなる。リーチが外れた後に点滅すれば次変動で大当たり濃厚となる。

## リーチ演出
ノーマルリーチ
特に何も起こらないリーチ演出。期待度は低い。シングルリーチ及びダブルリーチのどちらからも発展する。通常時に半コマズレ停止をすると再始動が発生する可能性が高くなっている。ST中は期待度が高くなっており、大当たりまたは半コマズレのハズレとなる（半コマズレ停止でも再始動する場合がある）。
珊瑚礁リーチ
海モード専用演出。
シングルリーチから発展し、画面下部から珊瑚礁が出現する演出。珊瑚礁が通常より高いと期待度が高くなる。
琉球珊瑚礁リーチ
マリンモード専用演出。
シングルリーチから発展し、画面下部から珊瑚礁が出現する演出。珊瑚礁が通常より高いと期待度が高くなる。
シーサーリーチ
沖縄モード専用演出。
シングルリーチから発展し、画面下部からシーサー像が出現する演出。シーサーの口が開いていると期待度が高くなる。
黒潮リーチ
海モード専用演出。
シングルリーチから発展し、画面に黒潮が流れる演出。黒潮の中にマンタやウミガメがいると期待度が高くなる。クジラがいると大当たり濃厚となる。
美ら黒潮リーチ
マリンモード専用演出。
シングルリーチから発展し、画面に黒潮が流れる演出。ピンク色のマリンスノーが発生すると期待度が高くなる。
三線リーチ
沖縄モード専用演出。
シングルリーチから発展し、三線のエフェクトが風で飛ばされる演出。ピンク色のエフェクトが多いと期待度が高くなる。虹色のエフェクトだと大当たり濃厚となる。
ハイビスカスSPリーチ
『Pスーパー海物語 IN 沖縄5』と『PAスーパー海物語 IN 沖縄5 with アイマリン』に搭載。ハイビスカスモード専用演出。
ハイビスカスの花びらが風に吹かれる演出。ボタンプッシュを促される場合と促されない場合がある。ボタンアイコンに蝶が止まっていると期待度が高くなり、蝶の色によってさらに期待度が変化する。ボタンを押してハイビスカスフラッシュが発生すると大当たり濃厚となる。
金蝶々リーチ
『PAスーパー海物語 IN 沖縄5 with アイマリン』に搭載。金ハイビゾーンwith アイマリン専用演出。
画面左側から風の流れと金色の蝶々が出現する演出。ボタンプッシュを促される場合と促されない場合がある。ボタンアイコンの色によって期待度が変化する。ボタンを押してハイビスカスフラッシュが発生すると大当たり濃厚となる。
桜ビスカスSPリーチ
『Pスーパー海物語 IN 沖縄5 桜ver』、『Pスーパー海物語 IN 沖縄5 夜桜超旋風』、『PAスーパー海物語 IN 沖縄5 夜桜超旋風 99ver.』に搭載。桜ビスカスモード専用演出。
桜ビスカスの花びらが風に吹かれる演出。ボタンプッシュを促される場合と促されない場合がある。ボタンアイコンに蝶が止まっていると期待度が高くなり、蝶の色によってさらに期待度が変化する。ボタンを押して桜フラッシュが発生すると大当たり濃厚となる。
海桜SPリーチ
『Pスーパー海物語 IN 沖縄5 桜ver』に搭載。海桜ゾーン専用演出。
シングルリーチから発展し、桜の花と花びらが風に吹かれる演出。
夜桜SPリーチ
『Pスーパー海物語 IN 沖縄5 夜桜超旋風』と『PAスーパー海物語 IN 沖縄5 夜桜超旋風 99ver.』に搭載。夜桜ゾーン専用演出。
画面四つ角に桜の木が出現し風が吹く演出。奇数図柄でのリーチ、ダブルリーチ、ボタンプッシュを促された場合は期待度が高くなる。時短3回転目または5回転でのダブルリーチ、同図柄での連続リーチ発生はさらに期待度が高くなる。クリスタルパールボタンアイコンが通常より大きい場合は大当たり濃厚となる。四つ角の桜の木が金色だと10ラウンド大当たり濃厚となる。
マリンちゃんリーチ
海モード、マリンモード、沖縄モード専用演出。
ダブルリーチから発展し、画面上部からマリンが登場する演出。ステージによってマリンの衣装が異なる。期待度は予告により変化する。海モードでは、マリンの指の間隔が通常より狭いと期待度が高くなる。マリンモードでは、マリンの手の親指が立っていると期待度が高くなる。沖縄モードでは、マリンの着物に扇子が刺さっていると期待度が高くなる。
ウリンチャンス
左上・右上・中央・左下・右下の順にハリセンボン・タコ・カメ・サメ・エビが停止すると必ず発生する。ウリンが登場し画面タッチを促される。画面をタッチしてハイビスカスフラッシュ（桜フラッシュ）が発生すると奇数図柄大当たりとなる。
ワリンチャンス
マリンモード専用演出。
チャンス目（画面内に同じ図柄が3つ停止する）が停止すると発生する場合がある。ワリンが登場し、上下どちらかの図柄を移動させてリーチにする。ダブルリーチになった場合は原則魚群予告が発生する。ワリンが腕を前に突き出して応援していると期待度が高くなる。
アニメリーチ
マリンモード専用演出。
アングル予告の水上ジャンプ予告から発展する。2Dアニメ描写のマリン、ワリン、ウリンが出現し、ボタンプッシュが促される演出。ボタンを押してハイビスカスフラッシュ（桜フラッシュ）が発生すると大当たりとなる。
ワリンリーチ
沖縄モード専用演出。
ワリンがモーターパラグライダーに乗って出現する演出。 モーターが通常より大きいと期待度が高くなる。
押しボタン演出
沖縄モード専用演出。
スーパーリーチに発展した際に画面にボタンアイコンが出現し、ボタンプッシュを促される演出。押すと泡または魚群が出現する。
レッツシーサー!
沖縄モード専用演出。
シーサーチャンス目が停止すると発展する。シーサーの親子（パパシーサー、子 チビシーサー2匹）が登場し、パパシーサーが吠えて図柄揃いを煽る演出。パパシーサーの首に熱の文字があると期待度が高くなる。ママシーサーも一緒に登場すると大当たり濃厚となる。
満月SPリーチ
ハイビスカスモード（桜ビスカスモード）専用演出。
背景の満月がズームアップされボタンプッシュを促される演出。ボタンアイコンに蝶が止まっていると期待度が高くなり、蝶の色によってさらに期待度が変化する。ボタンを押してハイビスカスフラッシュ（桜フラッシュ）が発生すると大当たり濃厚となる。満月に9代目ミスマリンちゃんが映っていれば大当たり濃厚となる。
神輿SPリーチ
『Pスーパー海物語 IN 沖縄5』に搭載。エイサー祭専用演出。
スーパーリーチ発展時に神輿が出現する演出。神輿に5人のエイサー隊が乗っていると期待度が高くなる。
リーダー神輿SPリーチ
『Pスーパー海物語 IN 沖縄5』に搭載。エイサー祭専用演出。
スーパーリーチ発展時に4人のエイサー隊とリーダーが乗った神輿が出現する演出。
マリンSPリーチ
『Pスーパー海物語 IN 沖縄5』（エイサー祭専用演出）と『Pスーパー海物語 IN 沖縄5 桜ver』に搭載。
マリンが「ダイナミック琉球 〜エイサーver.〜」に合わせて踊り、ボタンプッシュを促される演出。ボタンを押してハイビスカスフラッシュ（桜フラッシュ）が発生すると奇数図柄での大当たりとなる。『Pスーパー海物語 IN 沖縄5 桜ver』では、ダイナミックボーナスに突入する。
マリン・ワリン・ウリンSPリーチ
『Pスーパー海物語 IN 沖縄5』に搭載。エイサー祭専用演出。
マリン、ワリン、ウリンが出現し、ボタンプッシュが促される演出。ボタンを押してハイビスカスフラッシュが発生すると奇数図柄での大当たりとなる。
ダイナミックチャレンジ
『Pスーパー海物語 IN 沖縄5』に搭載。エイサー祭専用演出。
青い蝶が月に向かって羽ばたいて行き、ボタンプッシュを促される演出。ボタンを押してハイビスカスフラッシュが発生すると奇数図柄での大当たりと保留内での確変大当たりが濃厚となる。
Go Wave!リーチ
『PAスーパー海物語 IN 沖縄5 with アイマリン』に搭載。アイマリンモード専用演出。
シングルリーチから発展する。「Go Wave!」のミュージックビデオが流れる演出。画面左上と右下に文字が書かれた帯が出現し、文字と色によって期待度が変化する。
Stand up! Blaze up!リーチ
『PAスーパー海物語 IN 沖縄5 with アイマリン』に搭載。アイマリンモード専用演出。
ダブルリーチから発展する。「Stand up! Blaze up!」のミュージックビデオが流れる演出。画面左上と右下に文字が書かれた帯が出現し、文字と色によって期待度が変化する。
千本桜イントロSPリーチ
『Pスーパー海物語 IN 沖縄5 桜ver』、『Pスーパー海物語 IN 沖縄5 夜桜超旋風』、『PAスーパー海物語 IN 沖縄5 夜桜超旋風 99ver.』に搭載。
「千本桜 (沖縄5桜Ver)」のイントロとともに、6図柄揃い停止煽り、7図柄停止煽り、くじラブリー図柄停止煽りが順番に発生し、画面タッチまたはボタンプッシュが促される演出。画面タッチまたはボタンプッシュすると、6図柄揃い、7図柄揃い、クジラブリー図柄揃い、ハズレのいずれかになる。ボタンプッシュが促されると期待度が高くなる。
夜桜の舞リーチ
『Pスーパー海物語 IN 沖縄5 桜ver』に搭載。千本桜ゾーン専用演出。
マリンがセリフを言いながら夜桜の舞を踊りボタンプッシュを促される演出。セリフの種類、セリフの字幕の色、演出時間の長さによって期待度が変化する。

## プレミアム演出
泡系プレミアム
泡予告に関するプレミアム演出。数種類存在する。
超泡
泡が途切れずに図柄が揃うまで出現し続ける演出。
クジラッキー泡
クジラッキーが入った泡が出現する演出。
レインボー泡
レインボー色の泡が出現する演出。
泡&魚群予告
泡予告が発生した直後に魚群予告が発生する演出。
V字泡
Vの字をかたどった泡が出現する演出。
クジラブリー泡
クジラッキーが入った泡とクジラブリーが出現する演出。
ミスマリン泡
9代目ミスマリンちゃんが入った泡が出現する演出。
メガ泡
大泡よりさらに大きい泡が出現する演出。
魚群系プレミアム
魚群予告に関するプレミアム演出。数種類存在する。
赤魚群
赤魚群（実際には赤色と紫色が混ざったような魚群）が出現する演出。後述のサム系プレミアムに発展する。
超魚群
魚群が途切れずに図柄が揃うまで出現し続ける演出。
逆魚群
画面左側から魚群が出現する演出。通常は画面右側から出現する。
スパイラル魚群
魚群がスパイラル状に流れる演出。
中段魚群
中段の位置にのみ魚群が出現する演出。
魚群&クジラッキー
魚群と一緒にクジラッキーが出現する演出。
前面魚群
魚群が図柄の前面を流れる演出。通常は図柄の後ろを流れる。
回転魚群
魚群が回転する演出。
ぎっしり魚群
画面の背景が見えなくなるほどの魚群が出現する演出。
魚群&リーチ図柄
魚群の最後尾にリーチ図柄が1体出現する演出。
クジラッキー群
魚群の代わりにクジラッキーの群れが出現する演出。
V字魚群
黄色の魚がV字になって出現する演出。
メガ魚群
巨大な魚の群れが出現する演出。
旧魚群
初代『海物語』に登場したドットの魚群が出現する演出。
スロー魚群
魚群が通常よりも遅い動きで流れる演出。
ミニ魚群
小さな魚の群れが出現する演出。
一時停止魚群
魚群が流れる際に一時停止する演出。
クジラッキー&クジラブリー群
魚群の代わりにクジラッキーとクジラブリーの群れが出現する演出。
ハイビスカス魚群
ハイビスカスモード専用演出。
沖縄風の衣装を身にまとった魚群が出現する演出。
金ハイビスカス魚群
ハイビスカスモード専用演出。
金色のハイビスカス魚群が出現する演出。
桜魚群
『Pスーパー海物語 IN 沖縄5 桜ver』、『Pスーパー海物語 IN 沖縄5 夜桜超旋風』、『PAスーパー海物語 IN 沖縄5 夜桜超旋風 99ver.』に搭載。桜盃ゾーン専用演出。
桜模様が入った2Dの魚群が出現する演出。デフォルメされた2Dのマリン、ワリン、ウリン（いない場合もあり）が桜魚群に乗って登場する。
『Pスーパー海物語 IN 沖縄5 桜ver』では桜盃ゾーン専用演出となっており、テンパイあおり予告で桜フラッシュが鳴ると発生する。
『Pスーパー海物語 IN 沖縄5 夜桜超旋風』、『PAスーパー海物語 IN 沖縄5 夜桜超旋風 99ver.』では、リザルト画面や通常変動移行時に3・4・1図柄が停止していた場合に発生する。
『PAスーパー海物語 IN 沖縄5 夜桜超旋風 99ver.』では、夜桜チャレンジの金盃告知で成功時に発生する。
サム系プレミアム
各スーパーリーチ中にサムが出現すれば奇数図柄での大当たりが濃厚となる。『PAスーパー海物語 IN 沖縄5 with アイマリン』、『Pスーパー海物語 IN 沖縄5 桜ver』、『Pスーパー海物語 IN 沖縄5 夜桜超旋風』、『PAスーパー海物語 IN 沖縄5 夜桜超旋風 99ver.』では10ラウンド大当たり濃厚となる。
マッスル珊瑚礁リーチ
海モード専用演出。
シングルリーチから発展する。珊瑚礁リーチが発生した際に、サムが画面下部から珊瑚礁を持ち上げて登場する。
マッスル琉球珊瑚礁リーチ
マリンモード専用演出。
シングルリーチから発展する。琉球珊瑚礁リーチが発生した際に、サムが画面下部から琉球珊瑚礁を持ち上げて登場する。
マッスルシーサーリーチ
沖縄モード専用演出。
シングルリーチから発展する。シーサーリーチが発生した際に、サムが画面下部からシーサー像を持ち上げて登場する。
ダイビングリーチ
海モード及びマリンモード専用演出。
シングルリーチから発展する。黒潮リーチ及び美ら黒潮リーチが発生した際に、画面右側からサムが泳いで登場する。
三線サムリーチ
沖縄モード専用演出。
シングルリーチから発展する。三線リーチが発生した際に、サムがエイサー太鼓を叩きながら登場する演出。
ポージングリーチ
海モード、マリンモード、沖縄モード専用演出。
ダブルリーチから発展し、マリンの代わりにサムが画面上部から登場する。
サムチャンス
マリンモード専用演出。
チャンス目（画面内に同じ図柄が3つ停止する）が停止すると発生する場合がある。通常はワリンチャンスに発展するが、ワリンの代わりにサムが登場する演出。
キングマンボウサムリーチ
沖縄モード専用演出。
ワリンの代わりにサムがキングマンボウに乗って出現する演出。
突サムプレミアム
サムが突如出現し、奇数図柄を3つ揃った状態で止める演出。
サム登場予告
『Pスーパー海物語 IN 沖縄5 夜桜超旋風』と『PAスーパー海物語 IN 沖縄5 夜桜超旋風 99ver.』に搭載。夜桜ゾーン専用演出。
変動中にサムが画面に滞在する演出。
サム背景
『Pスーパー海物語 IN 沖縄5 夜桜超旋風』と『PAスーパー海物語 IN 沖縄5 夜桜超旋風 99ver.』に搭載。リザルト画面専用演出。
リザルト画面にマリンの代わりにサムが登場する演出。
枠外プレミアム
図柄が枠外で揃った場合、効果音の後に図柄が枠内に移動し大当たりとなる演出。必ず発生する訳ではない。
枠上プレミアム
中段図柄と下段図柄が同じ図柄で停止した際、全図柄が上方向に移動して図柄が揃った状態で戻る演出。
枠下プレミアム
中段図柄と上段図柄が同じ図柄で停止した際、全図柄が下方向に移動して図柄が揃った状態で戻る演出。
ボイスプレミアム
変動開始時などにマリン、ワリン、ウリン、サム、9代目ミスマリンちゃんのいずれかのボイスが流れる演出。
サウンドプレミアム
変動音が『海物語』のものに変化する演出。
クジラプレミアム
マリンモード及び沖縄モード専用演出。
リーチ成立時、巨大なクジラが出現する演出。
最長突破当たり
ロングリーチから発展する。機種によって発展する演出が異なる。
ミドルタイプでは、ノーマルリーチ経由の場合はマリンが登場した後にハイビスカスフラッシュが発生し2ラウンド確変大当たりとなる。スーパーリーチ経由の場合はハイビスカスフラッシュが発生し2ラウンド確変大当たりとなる。その後は確変（エイサー祭）に突入する。2ラウンド確変大当たりが報知された直後にハイビスカフラッシュが発生し、10ラウンド確変大当たり（沖海ボーナス）に突入する場合もある。
『PAスーパー海物語 IN 沖縄5 with アイマリン』タイプではアイマリン全回転に発展する。
『Pスーパー海物語 IN 沖縄5 桜ver』、『Pスーパー海物語 IN 沖縄5 夜桜超旋風』、『PAスーパー海物語 IN 沖縄5 夜桜超旋風 99ver.』では夜桜全回転に発展する。
ボタンアイコン変化プレミアム
沖縄モード、ハイビスカスモード（桜ビスカスモード）、千本桜ゾーン、海桜ゾーン専用演出。
スーパーリーチ発展時に表示されるボタンアイコンがクリスタルパールボタンに変化する演出。
ミスマリンカットイン
リーチ成立直後に9代目ミスマリンちゃん（桃衣香帆、御子柴かな、宮本りお）がカットインされる演出。
ビタ止まり
リーチ成立中に中段の図柄が壁にぶつかったかのように停止して大当たりになる演出。
裏サメ停止
1図柄と9図柄のダブルリーチの際に中段の中央に裏4が停止する演出。停止すると再始動が発生し、1図柄か9図柄のどちらかでの大当たりとなる。
逆変動
図柄が左側から右側に変動する演出。通常は右側から左側に変動する。
上下段図柄逆変動
変動開始時、上段図柄と下段図柄が左側から右側に変動する演出。
中段図柄逆変動
リーチ成立時、中段図柄が左側から右側に変動する演出。
オール当たりプレミアム
ノーマルリーチ発展時、中段の図柄が全てリーチ図柄に変化する演出。
全回転リーチ
全図柄が揃った状態で変動する演出。図柄が停止する際は、通常は上段・下段・中段の順番で停止するが、全図柄が揃った状態で停止する。
ミスマリン全回転
背景に9代目ミスマリンちゃんの映像が流れて全回転が発生する演出。「ナナイロサマータイム」が流れる。
アイマリン全回転
『PAスーパー海物語 IN 沖縄5 with アイマリン』に搭載。
背景にアイマリンの映像が流れて全回転が発生する演出。アイマリン図柄揃いの大当たりとなる。
夜桜全回転
『Pスーパー海物語 IN 沖縄5 桜ver』、『Pスーパー海物語 IN 沖縄5 夜桜超旋風』、『PAスーパー海物語 IN 沖縄5 夜桜超旋風 99ver.』に搭載。
マリンによる夜桜の舞とともに全回転が発生する演出。マリンからボタンプッシュが促され、ボタンを押すと桜フラッシュが発生しクジラブリー図柄が揃う。
ブランク図柄クジラッキープレミアム
リーチ成立時、中段のブランク図柄がクジラッキーに変化する演出。クジラブリーと一緒に登場する場合もあるがどちらも大当たり濃厚となる。
リベンジプレミアム
半コマズレハズレ時、直後に画面に映っている全図柄の表情が変化し、中段の図柄が動いて大当たりになる演出。
空動き告知
変動中にハイビスカスランプがかすかに動く演出。
突当たり
リーチが成立したが、リーチ成立を知らせるのボイスが流れずそのまま大当たりになる演出。
オール同図柄プレミアム
変動停止時、上段・中段・下段それぞれに同じ図柄が3つずつ停止する演出。合計で9個出現する。
親子図柄変化プレミアム
リーチ成立時、リーチになった上段図柄と下段図柄、中段の全ての図柄が親子図柄（2図柄、7図柄、8図柄）と単体図柄（1図柄、3図柄、4図柄、5図柄、6図柄、9図柄）が入れ替わる演出。
ドデカ図柄
リーチ成立時、中段に巨大化したリーチ図柄が専用の効果音とともに出現する演出。
初代海物語リーチ
珊瑚礁リーチ及びマリンちゃんリーチが、初代『海物語』のグラフィックに変化する演出。
コマ送り停止
リーチ成立時、中段図柄がコマ送りのように停止する演出。
即当たり
リーチ成立直後に全図柄がバウンドストップして大当たりになる演出。
タッチアイコン変化プレミアム
タッチアイコンに表示されている手の形がピースサインに変化する演出。
ブラックアウトプレミアム
変動中に突如ブラックアウトが発生しボタンプッシュを促される演出。ボタンを押すとハイビスカスフラッシュ（桜フラッシュ）が発生し奇数図柄での大当たりとなる。
『PAスーパー海物語 IN 沖縄5 with アイマリン』では、アイマリンが出現してブラックアウトが発生する。その後はアイマリン全回転に発展する。
入れ替わりプレミアム
6図柄の数字が反転して9図柄に変化する演出。3つのパターンがある。
中図柄回転
9図柄のシングルリーチの際に中段に6図柄が停止して、中段の6図柄の数字が反転して9図柄に変化して大当たりになる演出。
上下図柄回転
6図柄のシングルリーチの際に中段に9図柄が停止して、上段と下段の6図柄の数字が反転して9図柄に変化して大当たりになる演出。
リーチ図柄回転
6図柄のシングルリーチの際に発生し、上段と下段の数字が反転して9図柄のリーチに変化する。
ワリンチャンス+マリン&ウリン
マリンモード専用演出。
ワリンチャンス発展時にマリンとウリンが合流する演出。
エイサーリーチ
沖縄モード専用演出。
ミニキャラステップアップ予告のステップ2から発展する場合がある。エイサー娘4人とエイサー隊4人がズームしハイビスカスフラッシュ（桜フラッシュ）が発生する演出。
オールキャストリーチ
沖縄モード専用演出。
マリン、ワリン、ウリン、サムの4人が出現し、全回転（全図柄が揃った状態で変動）が発生する演出。図柄が停止する際は、通常は上段・下段・中段の順番で停止するが、全図柄が揃った状態で停止する。
ハイビスカス点滅
ハイビスカスモード専用演出。
画面の2つのハイビスカスが点滅する演出。2つが点滅した場合は大当たり濃厚（2ラウンド確変大当たりも含む）となる。片方のみ点滅した場合と両方から虹色のオーラが発生した場合は奇数図柄での大当たりとなる。
桜ビスカス点滅
『Pスーパー海物語 IN 沖縄5 桜ver』、『Pスーパー海物語 IN 沖縄5 夜桜超旋風』、『PAスーパー海物語 IN 沖縄5 夜桜超旋風 99ver.』に搭載。桜ビスカスモード及び桜ビスカスゾーン専用演出。
画面の2つの桜ビスカスが点滅する演出。2つが点滅した場合は大当たり濃厚となる。
桜ビスカスモードでは、片方のみ点滅した場合と両方から虹色のオーラが発生した場合は奇数図柄での大当たりとなる。
桜ビスカスゾーン（『Pスーパー海物語 IN 沖縄5 夜桜超旋風』と『PAスーパー海物語 IN 沖縄5 夜桜超旋風 99ver.』）では、虹色のオーラが発生した場合、桜ビスカスランプや桜ビスカスパネルと同時に点滅した場合は10ラウンド大当たり濃厚となる。
桜ビスカスランプ発光
『Pスーパー海物語 IN 沖縄5 夜桜超旋風』と『PAスーパー海物語 IN 沖縄5 夜桜超旋風 99ver.』に搭載。桜ビスカスゾーン専用演出。
画面上部の桜ビスカスランプが発光する演出。10ラウンド大当たり濃厚となる。
桜ビスカスパネル発光
『Pスーパー海物語 IN 沖縄5 夜桜超旋風』と『PAスーパー海物語 IN 沖縄5 夜桜超旋風 99ver.』に搭載。桜ビスカスゾーン専用演出。
盤面左下の桜ビスカスパネルが発光する演出。10ラウンド大当たり濃厚となる。
3・4・1図柄停止
『PAスーパー海物語 IN 沖縄5 with アイマリン』、『Pスーパー海物語 IN 沖縄5 桜ver』、『Pスーパー海物語 IN 沖縄5 夜桜超旋風』、『PAスーパー海物語 IN 沖縄5 夜桜超旋風 99ver.』に搭載。
中央列に3・4・1図柄が停止する演出。発生すると大当たり濃厚となる。
『Pスーパー海物語 IN 沖縄5 桜ver』、『Pスーパー海物語 IN 沖縄5 夜桜超旋風』、『PAスーパー海物語 IN 沖縄5 夜桜超旋風 99ver.』では夜桜全回転に発展する。
電サポ抜け時3・4・1図柄停止
『Pスーパー海物語 IN 沖縄5 夜桜超旋風』と『PAスーパー海物語 IN 沖縄5 夜桜超旋風 99ver.』に搭載。
ファイナルチャンス終了後に、中央列に3・4・1図柄が停止した状態で通常変動に移行する演出。
アイマリン図柄リーチ
『PAスーパー海物語 IN 沖縄5 with アイマリン』に搭載。
アイマリン図柄でのリーチが発生する演出。じんべえチェンジなどから発生する。
∞予告
『PAスーパー海物語 IN 沖縄5 with アイマリン』に搭載。
STが決められた回数の消化が終わっても時短に移行せず、そのままSTが続く演出。アイマリンが出現し∞の文字を出して告知される。
盤面アイマリンランプ予告
『PAスーパー海物語 IN 沖縄5 with アイマリン』に搭載。
盤面右下にあるアイマリンランプが発光する演出。大当たりラウンド中にも発光する場合がある。
表情変化
『Pスーパー海物語 IN 沖縄5 夜桜超旋風』と『PAスーパー海物語 IN 沖縄5 夜桜超旋風 99ver.』に搭載。
図柄揃いの際に図柄の目がVになる演出。保留連濃厚となる。
海モード背景
『Pスーパー海物語 IN 沖縄5 夜桜超旋風』と『PAスーパー海物語 IN 沖縄5 夜桜超旋風 99ver.』に搭載。夜桜ゾーン専用演出。
背景が海モードの物に変化する演出。
フリーズ予告
『Pスーパー海物語 IN 沖縄5 夜桜超旋風』と『PAスーパー海物語 IN 沖縄5 夜桜超旋風 99ver.』に搭載。夜桜ゾーン専用演出。
リーチ成立直後に画面がフリーズする演出。
左右ラインシングルリーチ
『Pスーパー海物語 IN 沖縄5 夜桜超旋風』と『PAスーパー海物語 IN 沖縄5 夜桜超旋風 99ver.』に搭載。夜桜ゾーン専用演出。
左右どちらかのラインでシングルリーチが発生する演出。
2番目の図柄でのあおり
『Pスーパー海物語 IN 沖縄5 夜桜超旋風』と『PAスーパー海物語 IN 沖縄5 夜桜超旋風 99ver.』に搭載。夜桜ゾーン専用演出。
ダブルリーチが発生した際に2番目の図柄で図柄揃いを煽る演出。
裏サメあおり
『Pスーパー海物語 IN 沖縄5 夜桜超旋風』と『PAスーパー海物語 IN 沖縄5 夜桜超旋風 99ver.』に搭載。夜桜ゾーン専用演出。
4図柄のシングルリーチの際に裏4図柄で図柄揃いを煽る演出。
蝶々通過
『Pスーパー海物語 IN 沖縄5 夜桜超旋風』と『PAスーパー海物語 IN 沖縄5 夜桜超旋風 99ver.』に搭載。桜ビスカスゾーン専用演出。
変動中に蝶々が通過する演出。
桜ビスカス消滅
『Pスーパー海物語 IN 沖縄5 夜桜超旋風』と『PAスーパー海物語 IN 沖縄5 夜桜超旋風 99ver.』に搭載。桜ビスカスゾーン専用演出。
画面の2つのハイビスカスが消える演出。
ミニリール予告
『Pスーパー海物語 IN 沖縄5 夜桜超旋風』と『PAスーパー海物語 IN 沖縄5 夜桜超旋風 99ver.』に搭載。桜ビスカスゾーン専用演出。
画面左下のミニリールがリーチハズレ、順目、逆順目のいずれかで停止する演出。
4・3・9図柄停止
『Pスーパー海物語 IN 沖縄5 夜桜超旋風』と『PAスーパー海物語 IN 沖縄5 夜桜超旋風 99ver.』に搭載。桜ビスカスゾーン専用演出。
画面左下のミニリールに3・4・1図柄が停止する演出。10ラウンド大当たり濃厚となる。
ボタンアイコン出現
『Pスーパー海物語 IN 沖縄5 夜桜超旋風』と『PAスーパー海物語 IN 沖縄5 夜桜超旋風 99ver.』に搭載。桜ビスカスゾーン及びリザルト画面専用演出。
変動中にボタンアイコンが出現し、ボタンプッシュを促される演出。
タッチアイコン出現
『Pスーパー海物語 IN 沖縄5 夜桜超旋風』と『PAスーパー海物語 IN 沖縄5 夜桜超旋風 99ver.』に搭載。桜ビスカスゾーン及びリザルト画面専用演出。
リザルト画面では、ボタンアイコンが虹色の場合は10ラウンド大当たり濃厚となる。
変動中にタッチアイコンが出現し、画面タッチを促される演出。
リザルト画面では、タッチアイコンが虹色の場合は10ラウンド大当たり濃厚となる。

## 大当たりラウンド演出

### 大当たりラウンド突入前
桜チャンス
『Pスーパー海物語 IN 沖縄5 桜ver』に搭載。
図柄が揃った直後に突入する昇格演出。マリンが登場し画面タッチを促される演出。画面をタッチすると図柄が出現する。桜フラッシュが発生するとSUPER LUCKYとなる。マリンの代わりにワリンやウリンが登場する場合もある。ワリンが登場するとSUPER LUCKY以上が濃厚となる。ウリンが登場するとGREAT LUCKYが濃厚となる。
V入賞演出
『Pスーパー海物語 IN 沖縄5 夜桜超旋風』と『PAスーパー海物語 IN 沖縄5 夜桜超旋風 99ver.』に搭載。
電サポ中に図柄が揃うとV入賞を促される演出。V入賞をすれば大当たり獲得となる。V入賞時にMAXと表示されれば10ラウンド大当たりに突入する。祝2000ボーナス（319ver.）または祝1400ボーナス（99ver.）と表示されれば10ラウンド大当たりが2回発生濃厚となるダイナミックボーナスに突入する。演出時に一定時間入賞しないとカウントダウンが始まり、「0」なるとLOSTと表示されVパンクとなる。Vパンク後は通常変動に移行する。

### 大当たりラウンド中
ブラックアウト
『Pスーパー海物語 IN 沖縄5』（海モード及びハイビスカスモード専用演出）と『Pスーパー海物語 IN 沖縄5 桜ver』に搭載。
大当たりラウンド中にブラックアウトが発生し、ボタンプッシュを促される演出。
『Pスーパー海物語 IN 沖縄5』では、通常大当たりラウンド中に発展する場合があり、ボタンを押すとハイビスカスフラッシュが発生し確変大当たりに昇格する。
『Pスーパー海物語 IN 沖縄5 桜ver』では、ボタンを押すと桜フラッシュが発生し10ラウンドに昇格する。
マリンチャンス
『Pスーパー海物語 IN 沖縄5』に搭載。マリンモード専用演出。
通常大当たりのラウンド中に発生する昇格演出。ボタンを押して左右どちらかのルートを選択する。左のルートの先には宝箱がある。宝箱を開けて財宝が入っていれば確変昇格となる。金魚群が入っていれば確変昇格及び保留内奇数図柄大当たり濃厚となる。右ルートを選択するとパクパクチャレンジに突入する。
パクパクチャレンジ
『Pスーパー海物語 IN 沖縄5』に搭載。マリンモード専用演出。
マリンチャンスで右ルートを選択した際に突入する。ボタンプッシュを促され、ボタンを押してハイビスカスフラッシュが発生すると確変大当たりに昇格する。
ウリンチャンス
『Pスーパー海物語 IN 沖縄5』に搭載。マリンモード専用演出。
マリンチャンス発生時にウリンがマリンを押しのけて乱入することで発生する。発生した時点で確変昇格濃厚となる。画面タッチを促され、画面をタッチするとハイビスカスフラッシュが発生し確変昇格となる。
シーサーチャンス
『Pスーパー海物語 IN 沖縄5』に搭載。沖縄モード専用演出。
大当たりラウンド中にシーサーが出現しボタンプッシュが促される演出。ボタンを押してハイビスカスフラッシュが発生すると確変大当たりに昇格する。ボタンプッシュを促された際にクリスタルパールボタンが開くと昇格濃厚となる。
ハイビスカスチャンス
『PAスーパー海物語 IN 沖縄5 with アイマリン』に搭載。
大当たりラウンド中にアイマリンフラッシュが発生した後にハイビスカスランプから真下に稲妻が落ちる演出。保留ランプの1つが点滅し、大当たりラウンド終了後に金ハイビゾーン with アイマリンに突入する。
金魚群
『Pスーパー海物語 IN 沖縄5 夜桜超旋風』と『PAスーパー海物語 IN 沖縄5 夜桜超旋風 99ver.』に搭載。
大当たりラウンド中に金魚群が出現する演出。
NEXT演出
『Pスーパー海物語 IN 沖縄5 夜桜超旋風』と『PAスーパー海物語 IN 沖縄5 夜桜超旋風 99ver.』に搭載。
大当たりラウンド中にNEXTの文字が表示される演出。保留連濃厚となる。
超NEXT演出
『Pスーパー海物語 IN 沖縄5 夜桜超旋風』と『PAスーパー海物語 IN 沖縄5 夜桜超旋風 99ver.』に搭載。
大当たりラウンド中に超NEXTの文字が表示される演出。2回以上の保留連濃厚となる。
NEXT MAX演出
『Pスーパー海物語 IN 沖縄5 夜桜超旋風』と『PAスーパー海物語 IN 沖縄5 夜桜超旋風 99ver.』に搭載。
大当たりラウンド中にNEXT MAXの文字が表示される演出。保留内で10ラウンド大当たり濃厚となる。
超満開ゾーン示唆演出
『Pスーパー海物語 IN 沖縄5 夜桜超旋風』と『PAスーパー海物語 IN 沖縄5 夜桜超旋風 99ver.』に搭載。
大当たりラウンド中画面右下のモード選択欄に超満開ゾーンのプレートが出現する演出。大当たりラウンド終了後は超満開ゾーンに突入する。
夜桜チャレンジ
『PAスーパー海物語 IN 沖縄5 夜桜超旋風 99ver.』に搭載。
偶数図柄での初当たり時に発展する昇格演出。3種類から選択する。中央ボタンを押すと裏モードに変化する。
ボタン告知
千本桜ゾーンが基になっている。
マリンがセリフを言いながら夜桜の舞を踊りボタンプッシュを促される演出。ボタンを押して桜フラッシュが発生すれば超旋風RUSHに突入する。セリフの色によって期待度が変化する。
裏モードでは成功時にプレミアムパターンのセリフが出現しやすくなる。
完全告知
桜ビスカスモードが基になっている。
桜ビスカスの発光を期待する演出。桜ビスカスが発光すれば超旋風RUSHに突入する。
裏モードではアタッカーに1個目の玉が入った瞬間に告知される確率が高くなる。
金盃告知
桜盃ゾーンが基になっている。
盃の色が変化するのを期待する演出。盃の色が金色に変化すれば超旋風RUSHに突入する。花びらが落ちた場合や波紋が通常より大きい場合は期待度が高くなる。
裏モードではエンディング時に告知される確率が高くなる。

### 大当たりラウンド終了後
エンディングチャンス
『Pスーパー海物語 IN 沖縄5』に搭載。
通常大当たり時のエンディング画面で確変が告知される演出。
「いつものラウンド」の場合は、エンディング画面で「もう1回」の文字とともにサムが登場して告知される。
その他の楽曲を選択した場合は、エンディング画面で「もう1回」の文字とともに9代目ミスマリンちゃんのカットインが発生して告知される。
金魚群
大当たりラウンド終了後のエンディング画面で金魚群が出現する演出。保留内で奇数図柄揃いの大当たりが濃厚となる。
ボタンプッシュ予告
大当たりラウンド終了後のエンディング画面でボタンプッシュが促される演出。ボタンを押すと金魚群が出現する。
背景変化
偶数図柄揃いの大当たりでいつものラウンドのエンディング画面での背景に変化が起こる演出。水面が光っている場合や砂浜にカニがいる場合は大当たりの期待度が高くなる。流れ星が発生した場合は確変大当たり濃厚となる。
ハイビスカスチャンスSP
『PAスーパー海物語 IN 沖縄5 with アイマリン』に搭載。大当たりラウンド中にハイビスカスチャンスが発生した場合に発展する場合がある。
大当たりラウンド終了後のエンディング画面でアイマリンが登場し保留連を増やす演出。最大で4保留が保留連となる。

## その他演出
再始動
リーチが外れた際に、中段図柄が再び動き出して大当たりになる演出。ダブルリーチで発生した場合は奇数図柄での大当たりとなる。
昇格スクロール
偶数図柄が揃った直後に図柄が高速に動き出して確変図柄に昇格する演出。
マリンちゃん2段階
海モード、マリンモード、沖縄モード専用演出。
マリンちゃんリーチで偶数図柄が揃った直後、マリンが掛け声とともに中段図柄をビンタして再始動が起き、もう片方のリーチ図柄である奇数図柄揃いの大当たりになる演出。
ワリンちゃん2段階
マリンモード及び沖縄モード専用演出。
ワリンチャンス（マリンモード）またはワリンリーチ（沖縄モード）のダブルリーチで偶数図柄が揃った直後、ワリンが掛け声で中段図柄の再始動が起き、もう片方のリーチ図柄である奇数図柄揃いの大当たりになる演出。
バウンドストップ
『Pスーパー海物語 IN 沖縄5』に搭載。時短中専用演出。
チャンス目（同一図柄が非テンパイ形で液晶画面内に3つ停止）が停止した際にチャンス目前兆予告が発生せずに、図柄がバウンドして停止する演出。この演出が発生すると、時短から確変（沖海チャンス）に移行する。
ロングリーチ
ノーマルリーチやスーパーリーチが止まらず長く変動し続ける演出。最長突破当たりに発展する。
法則崩れ
さまざまな予告で発生する。予告なしからスーパーリーチに発展する、魚群予告からノーマルリーチに発展する、大泡予告からスーパーリーチに発展するなどがあり、発生すると大当たり濃厚となる。

## 一発告知

### ハイビスカスフラッシュ・桜フラッシュ
画面上部にある役物。変動時の一発告知としての機能を果たしており、演出が発生した時点で大当たり濃厚となる。大当たりラウンド中やエンディング時の昇格演出としても使用されている。一発告知にはショートとロングの2種類があり、ショートは大当たり濃厚、ロングは奇数図柄での大当たり濃厚となる。
『Pスーパー海物語 IN 沖縄5 桜ver』、『Pスーパー海物語 IN 沖縄5 夜桜超旋風』、『PAスーパー海物語 IN 沖縄5 夜桜超旋風 99ver.』では桜フラッシュという名称になっている。演出に違いは特にない。
2020年に沖スロを製造するパイオニアがハイビスカスの図柄を商標登録したことに伴い、2020年以降に発売された機種の宣伝資料等において「株式会社パイオニアとの合意に基づきハイビスカス図柄を使用しています」と記載している。

### サイレントハイビスカスフラッシュ・サイレント桜ビスカスフラッシュ
盤面下部のハイビスカスパネル（桜ビスカスパネル）が発光する演出。パネルの位置や個数は機種によって異なる（『Pスーパー海物語 IN 沖縄5』では盤面下部の沖縄の文字の左右に2つ、『PAスーパー海物語 IN 沖縄5 with アイマリン』では盤面左下に1つ、『Pスーパー海物語 IN 沖縄5 桜ver』では盤面下部の左右に2つ、『Pスーパー海物語 IN 沖縄5 夜桜超旋風』と『PAスーパー海物語 IN 沖縄5 夜桜超旋風 99ver.』は盤面左下に1つ）。発光した時点で大当たり濃厚となる。発光パターンは、左右交互に点滅、左右同時点滅、高速点滅、レインボー点滅の4パターンある。

### アイマリンフラッシュ
『PAスーパー海物語 IN 沖縄5 with アイマリン』に搭載。アイマリンモード及び大当たりラウンド中に発生する。効果音（ハイビスカスフラッシュと同じ物）とともに虹色のエフェクトがかかったアイマリンがカットインされる演出で、発生した時点で大当たり濃厚となる。

## 大当たり・確変・時短

### Pスーパー海物語 IN 沖縄5
確変ループ機となっており、大当たりラウンド終了後は基本的に奇数図柄大当たりだと確変に突入し、偶数図柄大当たりだと100回（ヘソ入賞時）または120回（電チュー入賞時）の時短に突入する。ただし、偶数図柄で当たってもラウンド中にSUPER LUCKYに昇格する場合がある。2ラウンド確変大当たりも搭載されており、3・4・1図柄停止で突入する。2ラウンド確変大当たり終了後は確変（エイサー祭）に突入する。3・4・1図柄停止直後にハイビスカスフラッシュが発生し10ラウンド確変（沖海ボーナス）に突入する場合もある。また、時短中でも内部確変になっていることもあり、その場合は時短終了前までに図柄のバウンドストップが発生し確変（沖海チャンス）に突入する。

### PAスーパー海物語 IN 沖縄5 with アイマリン
ST機となっており、大当たりラウンド終了後は必ず5回のSTと時短に突入する。時短の回数は図柄によって異なる。電サポ回数は基本的に奇数図柄が50回で偶数図柄が25回だが、偶数図柄で当たってもLUCKYのまま昇格演出なしで電サポ50回に突入することがある。

### Pスーパー海物語 IN 沖縄5 桜ver
ロングST機となっており、図柄が揃うと大当たりラウンドに移行する前に桜チャンスに突入する。奇数図柄で当たった場合はSUPER LUCKY以上が濃厚であり、偶数図柄で当たった場合もSUPER LUCKY以上が当選したり、LUCKYに突入してもラウンド途中でSUPER LUCKY以上に昇格したりすることがある。10ラウンドが2回連続する保留連ボーナス（ダイナミックボーナス）が搭載されている。大当たりラウンド終了後は必ずST（319は70回、199は50回）に突入する。泣きの1回は搭載されていない。

### Pスーパー海物語 IN 沖縄5 夜桜超旋風
ラッシュタイプの1種2種混合機となっている。ヘソ入賞時と電チュー入賞時で大当たりの振り分けが異なるが、どちらの入賞時でも必ず時短（超旋風RUSH）に突入する。大当たりラウンド終了後は必ず6回の時短（超旋風RUSH）に突入する。
電チュー入賞時は2種タイプの大当たりルートとなる。図柄が揃うと小当たりとなりVアタッカーが開放し、V入賞を促される。Vアタッカーに入賞することで大当たり獲得となる。V入賞演出時に入賞しないとVパンクとなり通常変動に移行する。大当たりラウンド終了後は再び超旋風RUSHに突入する。ダイナミックボーナス（祝2000ボーナス）に当選した場合は、大当たりラウンド終了後はダイナミックRUSH（次回10ラウンド大当たり濃厚）に突入する。
時短6回転を消化すると、ファイナルチャンスに発展し残保留1個が消化される。ここで小当たりを獲得できなかった場合は、リザルト画面に移行しもう1個の残保留が消化される。残保留消化後は通常変動に移行する。

### PAスーパー海物語 IN 沖縄5 夜桜超旋風 99ver.
ラッシュタイプの1種2種混合機となっている。ヘソ入賞時と電チュー入賞時で大当たりの振り分けが異なる。
ヘソ入賞時は奇数図柄での大当たりだと6回の時短（超旋風RUSH）に突入するが、偶数図柄の場合は時短無しとなる。偶数図柄の場合でも昇格演出で成功すれば時短に突入する。
電チュー入賞時は奇数図柄でも偶数図柄でも必ず時短（超旋風RUSH）に突入する。図柄が揃うと小当たりとなりVアタッカーが開放し、V入賞を促される。Vアタッカーに入賞することで大当たり獲得となる。V入賞演出時に入賞しないとVパンクとなり通常変動に移行する。大当たりラウンド終了後は再び超旋風RUSHに突入する。ダイナミックボーナス（祝1400ボーナス）に当選した場合は、大当たりラウンド終了後はダイナミックRUSH（次回10ラウンド大当たり濃厚）に突入する。
時短6回転を消化すると、ファイナルチャンスに発展し残保留1個が消化される。ここで小当たりを獲得できなかった場合は、リザルト画面に移行しもう1個の残保留が消化される。残保留消化後は通常変動に移行する。

## プレミアムラウンド

### Pスーパー海物語 IN 沖縄5
- 1回目：いつものラウンド、THE BOOMが歌う「島唄 オリジナルバージョン」、イクマあきらが歌う「ダイナミック琉球」
- 2連荘達成：マリンが歌う「海物語 〜Go!Go! SEA STORY〜 サードシーズン」
- 3連荘達成：9代目ミスマリンちゃんが歌う「ナナイロサマータイム」
- 4連荘達成：マリンが歌う「みんなで一緒にちゅら海へ!」
- 5連荘達成：ウリンが歌う「キラキラ☆彡ハッピー」
- 6連荘達成：マリン&ワリン&ウリン+サムが歌う「常夏!夏常!テンション↑↑ハイサイ!!」
- 7連荘達成：マリン（葉月ゆら）が歌う「ラブ☆ダッシュ」
- その他：マリン&ウリンが歌う「みんなもおいでよちゅら海へ!」（偶数図柄大当り後のオープニング中にクリスタルパールボタンを10回押すと出現することがある。）

### PAスーパー海物語 IN 沖縄5 with アイマリン
- 1回目：いつものラウンド、THE BOOMが歌う「島唄 オリジナルバージョン」、イクマあきらが歌う「ダイナミック琉球」
- 2連荘達成：アイマリン（内田彩）が歌う「Go Wave!」
- 3連荘達成：マリンが歌う「海物語 〜Go!Go! SEA STORY〜 サードシーズン」
- 4連荘達成：アイマリン（内田彩）が歌う「Stand up! Blaze up!」
- 5連荘達成：マリン&ワリン&ウリンが歌う「ダイナミック琉球 〜エイサーver.〜」
- 6連荘達成：マリンが歌う「みんなで一緒にちゅら海へ!」
- 7連荘達成：ウリンが歌う「キラキラ☆彡ハッピー」

### Pスーパー海物語 IN 沖縄5 桜ver
- 1回目：いつものラウンド、THE BOOMが歌う「島唄 オリジナルバージョン」、イクマあきらが歌う「ダイナミック琉球」
- 2連荘達成：アイマリン（内田彩）が歌う「千本桜 (沖縄5桜Ver)」、マリンが歌う「海物語 〜Go!Go! SEA STORY〜 サードシーズン」
- 3連荘達成：9代目ミスマリンちゃんが歌う「ナナイロサマータイム」
- 4連荘達成：マリンが歌う「みんなで一緒にちゅら海へ!」
- 5連荘達成：アイマリン（内田彩）が歌う「千本桜 (沖縄4桜Ver)」
- 6連荘達成：ウリンが歌う「キラキラ☆彡ハッピー」
- ダイナミックボーナスに突入：マリン&ワリン&ウリンが歌う「ダイナミック琉球 〜エイサーver.〜」

### Pスーパー海物語 IN 沖縄5 夜桜超旋風／PAスーパー海物語 IN 沖縄5 夜桜超旋風 99ver.
- アイマリン（内田彩）が歌う「千本桜 (沖縄5桜Ver)」
- THE BOOMが歌う「島唄」
- イクマあきらが歌う「ダイナミック琉球」
- マリンが歌う「海物語 〜Go!Go! SEA STORY〜 サードシーズン」
- マリンが歌う「ひらひらり」
- マリンが歌う「サクラ 始まる」
- マリンが歌う「シュガシュガ・マリン・クルージング」
- サムが歌う「情熱のエル・アモール」
- マリン（葉月ゆら）が歌う「ラブ☆ダッシュ」
- マリンが歌う「『だいすき』って気持ち」
- マリンが歌う「マワル★パラダイス」
- マリン&ワリン&ウリンが歌う「あゝ金富士」
- ワリンが歌う「涙色メロディー」
- マリンが歌う「あっぱれジャパン」
- 鹿乃が歌う「Marine Dreamin'」
- 鹿乃が歌う「Marine Bloomin'」
- teamうみフレが歌う「DEEP BLUE TOWNへおいでよ」
- アイマリン（内田彩）が歌う「Dive to Blue」
- アイマリン（内田彩）が歌う「DEEP BLUE SONG」
- アイマリン（内田彩）&アイワリン（竹達彩奈）が歌う「Sea Breeze」
- アイマリン（内田彩）&アイウリン（三森すずこ）が歌う「Sunny Days!」
- アイマリン（内田彩）&アイワリン（竹達彩奈）&アイウリン（三森すずこ）が歌う「Marine Mirage」
- アイマリン（内田彩）が歌う「Stand up! Blaze up!」
- アイマリン（内田彩）が歌う「Go Wave!」
- 9代目ミスマリンちゃんが歌う「ナナイロサマータイム」
- アイマリン（内田彩）が歌う「千本桜 (沖縄4桜Ver)」
- マリンが歌う「みんなで一緒にちゅら海へ!」
- 「千本桜 夜桜の舞Ver」
- ウリンが歌う「キラキラ☆彡ハッピー」
- マリンが歌う「島唄 〜マリンVer〜」
- マリン&ワリン&ウリン+サムが歌う「常夏!夏常!テンション↑↑ハイサイ!!」
- ミスマリ（6代目ミスマリンちゃん）が歌う「ちゅらシー 〜桜Ver〜」
- マリンが歌う「シューティング☆ジェットコースター」
- マリンが歌う「響け!ネオジャポニズム 〜日本全国Ver〜」
- マリンが歌う「〜春〜 ありがとう」
- マリンが歌う「〜夏〜 ドキドキ☆サマードライブ」
- マリンが歌う「夏色 〜Touch My Heart〜」
- ウリンが歌う「ウリンのまーるいファンタジー」
- 「ACROSS THE LINE」
- 吉野聡留が歌う「Hello, New World」
- サムが歌う「マッスルブリザード」
- マリンが歌う「Aqua Breeze」
- ダイナミックRUSHに突入：マリン&ワリン&ウリンが歌う「ダイナミック琉球 〜エイサーver.〜」

## スペック
| 型式                 | 型式                 | LTV                                                                         | SBA（With アイマリン）                                                         | STA（桜319）                    | SCF（桜199）                    | YTC（夜桜超旋風319）                                       | YBA（夜桜超旋風99）                                        |
| -------------------- | -------------------- | --------------------------------------------------------------------------- | ------------------------------------------------------------------------------ | ------------------------------- | ------------------------------- | ---------------------------------------------------------- | ---------------------------------------------------------- |
| 特賞種別             | 特賞種別             | デジパチ                                                                    | デジパチ                                                                       | デジパチ                        | デジパチ                        | 1種2種混合                                                 | 1種2種混合                                                 |
| 大当たり確率         | 通常時               | 1/319.6                                                                     | 1/99.9                                                                         | 1/319.6                         | 1/199.8                         | 1/319.68                                                   | 1/99.9                                                     |
| 大当たり確率         | 高確率時             | 1/38.0                                                                      | 1/9.9                                                                          | 1/43.9                          | 1/37.0                          | 1/3.99（大当たり確率：1/319.68、小当たり確率：1/4.04）     | 1/3.99                                                     |
| タイプ               | タイプ               | ミドル                                                                      | 遊パチ                                                                         | ミドル                          | ライトミドル                    | ミドル                                                     | 遊パチ                                                     |
| 賞球数               | 賞球数               | 3 & 2 & 15 & 4 & 3                                                          | 3 & 2 & 11 & 4 & 3                                                             | 3 & 2 & 4 & 3 & 15              | 3 & 2 & 3 & 4 & 14              | 3 & 1 & 4 & 10                                             | 3 & 1 & 3 & 4 & 7                                          |
| ラウンド・カウント数 | ラウンド・カウント数 | 10R or 2R・10C                                                              | 10R or 5R・10C                                                                 | 10R or 6R or 3R・10C            | 10R or 5R or 3R・10C            | 10R or 7R or 3R・10C                                       | 10R or 5R or 3R・10C                                       |
| 大当たりシステム     | 大当たりシステム     | 確変ループ                                                                  | ST                                                                             | ロングST                        | ロングST                        | 小当たりラッシュ                                           | 小当たりラッシュ                                           |
| 確変突入率           | 確変突入率           | 60/100（60%）                                                               | 100/100（100%、ST5回）                                                         | 100/100（100%、ST70回）         | 100/100（100%、ST50回）         | -                                                          | -                                                          |
| 時短（RUSH）突入率   | 時短（RUSH）突入率   | -                                                                           | -                                                                              | -                               | -                               | 100/100（100%）                                            | 50/100（50%）                                              |
| 大当たりの内訳       | 上始動口             | 10R確変：40% 2R確変：20% 10R通常：40%                                       | 10R（ST5回+時短95回）：10% 5R（ST5回+時短45回）：57% 5R（ST5回+時短20回）：33% | 10R：34% 6R：33% 3R：33%        | 10R：25.0% 5R：37.5% 3R：37.5%  | 7R（RUSH6回+残保留2個）：58% 3R（RUSH6回+残保留2個）：42%  | 5R（RUSH6回+残保留2個）：50% 5R（RUSHなし）：50%           |
| 大当たりの内訳       | 下始動口             | 10R確変：52% 2R確変：8% 10R通常：40%                                        | 10R（ST5回+時短95回）：10% 5R（ST5回+時短45回）：57% 5R（ST5回+時短20回）：33% | 10R：34% 6R：33% 3R：33%        | 10R：25.0% 5R：37.5% 3R：37.5%  | 10R（RUSH6回+残保留2個）：20% 3R（RUSH6回+残保留2個）：80% | 10R（RUSH6回+残保留2個）：10% 3R（RUSH6回+残保留2個）：90% |
| 大当たり出玉         | 大当たり出玉         | 10R：1500個 2R：90個                                                        | 10R：1100個 5R：550個                                                          | 10R：1500個 6R：900個 3R：450個 | 10R：1400個 5R：700個 3R：420個 | 10R：1000個 7R：700個 3R：300個                            | 10R：700個 5R：350個 3R：210個                             |
| リミット             | リミット             | なし                                                                        | なし                                                                           | なし                            | なし                            | なし                                                       | なし                                                       |
| 電サポ               | 確変                 | 確変大当たり終了後次回まで                                                  | 大当たり終了後ST5回                                                            | 大当たり終了後ST70回            | 大当たり終了後ST50回            | なし                                                       | なし                                                       |
| 電サポ               | a時短                | ヘソ入賞時の通常大当たり終了後100回 電チュー入賞時の通常大当たり終了後120回 | ST終了後95回・45回・20回                                                       | なし                            | なし                            | 大当たり終了後RUSH6回+残保留2個                            | 大当たり終了後RUSH6回+残保留2個                            |
| 電サポ               | b時短（遊タイム）    | なし                                                                        | なし                                                                           | なし                            | なし                            | なし                                                       | なし                                                       |
| 保留の数             | 保留の数             | 上始動口4個+下始動口4個                                                     | 上始動口4個+下始動口4個                                                        | 上始動口4個+下始動口4個         | 上始動口4個+下始動口4個         | 上始動口4個+下始動口2個                                    | 上始動口4個+下始動口2個                                    |
| 保留の優先消化       | 保留の優先消化       | 下始動口優先                                                                | 下始動口優先                                                                   | 下始動口優先                    | 下始動口優先                    | 下始動口優先                                               | 下始動口優先                                               |